# Mutišov (przystanek kolejowy)
Mutišov – przystanek kolejowy w miejscowości Mutišov, w kraju południowoczeskim, w Czechach. Położony na linii kolejowej Kostelec u Jihlavy - Slavonice. Znajduje się na wysokości 495 m n.p.m..
Na przystanku nie ma możliwość zakupu biletów, a obsługa podróżnych odbywa się w pociągu.

## Linie kolejowe
- 227 Kostelec u Jihlavy - Slavonice